# Pamiętniki Mordbota (serial telewizyjny)
Pamiętniki Mordbota (ang. Murderbot) – amerykański fantastycznonaukowy serial telewizyjny stworzony przez braci Chrisa i Paula Weitzów, oparty na cyklu Pamiętniki Mordbota autorstwa Marthy Wells.

## Fabuła
W odległej, zaawansowanej technologicznie przyszłości cyborg będący „jednostką ochroniarską” zyskuje wolna wolę przez zhakowanie swojego modułu kontrolnego. Od tej pory chętnie oddałby się oglądaniu oper mydlanych, ale musi służyć jako ochrona wypraw naukowych.

## Obsada

### Role pierwszoplanowe
- Alexander Skarsgård jako Mordbot
- Noma Dumezweni(inne języki) jako Mensah
- David Dastmalchian jako Gurathin
- Sabrina Wu(inne języki) jako Pin-Lee
- Akshay Khanna(inne języki) jako Ratthi
- Tamara Podemski(inne języki) jako Bharadwaj
- Tattiawna Jones(inne języki) jako Arada

### Obsada serialuKsiężycowa ostoja
- Clark Gregg jako Arletty (grający porucznika Kulleruu)
- John Cho jako Eknie Jef Chem (grający kapitana Hosseina)
- Jack McBrayer(inne języki) jako Breillor MocJac (grający nawigatora Hordööp-Sklancha)
- DeWanda Wise(inne języki) jako Pordron Bretney III Roche (grający Nav Bot 337 Alt 66)

## Produkcja
W 2021 Wells oznajmiła, że trwają prace nad serialową adaptacją cyklu. 14 grudnia 2023 Apple TV+ ogłosiło, że główną rolę w serialu zagra Alexander Skarsgård, który ma być również producentem wykonawczym, zaś Reżyserami ogłoszono braci Chrisa i Paula Weitzów. Zdjęcia, które rozpoczęły się w marcu 2024, kręcono w kanadyjskich miejscowościach Toronto, Vancouver i Elora. Premiera serialu odbyła się na platformie Apple TV+ 16 maja 2025. Pierwszy sezon jest adaptacją pierwszej chronologicznie noweli Wszystkie wskaźniki czerwone.
W lipcu 2025 Apple TV+ poinformowało o decyzji przedłużenia serialu na drugi sezon. 

## Odcinki
| Nr | Tytuł                      | Tytuł polski                 | Reżyseria       | Scenariusz              | Premiera (Apple TV+) |
| -- | -------------------------- | ---------------------------- | --------------- | ----------------------- | -------------------- |
| 1  | FreeCommerce               | Port Wolnohandlowy           | Paul Weitz      | Paul Weitz, Chris Weitz | 16 maja 2025         |
| 2  | Eye Contact                | Kontakt wzrokowy             | Chris Weitz     | Chris Weitz, Paul Weitz | 16 maja 2025         |
| 3  | Risk Assessment            | Ocena ryzyka                 | Toa Fraser      | Paul Weitz, Chris Weitz | 23 maja 2025         |
| 4  | Escape Velocity Protocol   | Protokół prędkości ucieczki  | Toa Fraser      | Chris Weitz, Paul Weitz | 30 maja 2025         |
| 5  | Rogue War Tracker Infinite | Niezłomny tropiciel          | Paul Weitz      | Paul Weitz, Chris Weitz | 6 czerwca 2025       |
| 6  | Command Feed               | Transmisja poleceń           | Aurora Guerrero | Chris Weitz, Paul Weitz | 13 czerwca 2025      |
| 7  | Complementary Species      | Gatunek uzupełniający        | Roseanne Liang  | Paul Weitz, Chris Weitz | 20 czerwca 2025      |
| 8  | Foreign Object             | Obcy obiekt                  | Aurora Guerrero | Chris Weitz, Paul Weitz | 27 czerwca 2025      |
| 9  | All Systems Red            | Wszystkie wskaźniki czerwone | Roseanne Liang  | Paul Weitz, Chris Weitz | 4 lipca 2025         |
| 10 | The Perimeter              | Perymetr                     | Paul Weitz      | Chris Weitz, Paul Weitz | 11 lipca 2025        |

## Odbiór
Serial spotkał się z dobrą reakcją krytyków. W agregatorze recenzji Rotten Tomatoes produkcja zebrała 97% pozytywnych recenzji.
Według recenzentki magazynu „Elle”, „Pamiętniki Mordbota to coś więcej niż tylko rozrywka. Serial stanowi bardzo inteligentną satyrę naszych czasów i korporacyjnych realiów. Jednak nie rezygnuje z akcji i humoru. [...] W serialu zachowano ducha książek Wells, dlatego ten tytuł spodoba się fanom literatury science fiction, jak i tym, którzy zwyczajnie szukają dobrej rozrywki z charakterystycznym bohaterem i ciekawą treścią”.